# Morfydd Clark
Morfydd Clark, född 17 mars 1989 i Stockholm i Sverige, är en brittisk (walesisk) skådespelare.
Clark bodde sina två första år i Sverige med sina brittiska föräldrar där fadern hade ett arbete i IT-branschen. Därefter flyttade de till Penarth i södra Wales. 
Clark har bland annat medverkat i TV-serien Sagan om ringen: Maktens ringar från 2022. Hon har även medverkat i filmerna Pride and Prejudice and Zombies från 2016, The Man Who Invented Christmas från 2017 och Saint Maud från 2019.

## Filmografi (i urval)
- 2014 – A Poet in New York (TV-film)
- 2014 – Madame Bovary
- 2014 – The Falling
- 2016 – Pride and Prejudice and Zombies
- 2016 – Love & Friendship
- 2016 – National Theatre Live: Les Liaisons Dangereuses (TV Live från Donmar Warehouse)
- 2017 – The Man Who Invented Christmas
- 2018 – Patrick Melrose (TV-serie)
- 2019 – David Copperfields äventyr och iakttagelser
- 2019 – Saint Maud
- 2019 – Eternal Beauty
- 2022–2024 – Sagan om ringen: Maktens ringar (TV-serie)
- 2023 – Mord är lätt (TV-serie)